# Karperluis
De karperluis (Argulus foliaceus) is een parasitaire kreeftachtige die wordt aangetroffen op zoetwatervissen. Hij wordt tot een centimeter groot.
Hij plant zich voort boven 15 °C en legt ongeveer driehonderd eitjes op een steen of plant.

## Ziekteverschijnselen
Een vis met karperluis schuurt langs de wanden en springt (uit het water), in de hoop verlost te raken van de parasieten.
De behandeling gebeurt best met Trichlorfon. Aangezien de eitjes bestand zijn tegen dit middel, zal men na een maand, wanneer ze uitgekomen zijn, opnieuw moeten behandelen. Dit tot er geen luizen meer aanwezig zijn.
Het is echter aangewezen een koidokter of ervaren koidealer te raadplegen die over genoeg kennis beschikt vooraleer een behandeling toe te passen.